# Asandalum caroli
Asandalum caroli är en mångfotingart som först beskrevs av Rothenbühler 1900.  Asandalum caroli ingår i släktet Asandalum och familjen knöldubbelfotingar. Inga underarter finns listade i Catalogue of Life.